# Пиноли (Калифорнија)
Пиноли (енгл. Pinole) град је у америчкој савезној држави Калифорнија. По попису становништва из 2010. у њему је живело 18.390 становника.

## Демографија
Према попису становништва из 2010. у граду је живело 18.390 становника, што је 649 (3,4%) становника мање него 2000. године.
| Група             | 2000.         | 2010.         |
| Белци             | 9.219 (48,4%) | 6.814 (37,1%) |
| Афроамериканци    | 2.115 (11,1%) | 2.458 (13,4%) |
| Азијати           | 4.134 (21,7%) | 4.220 (22,9%) |
| Хиспаноамериканци | 2.618 (13,8%) | 4.005 (21,8%) |
| Укупно            | 19.039        | 18.390        |